# 佐藤麻美
佐藤 麻美（さとう まみ、1975年2月23日 - ）は、日本のフリーアナウンサーであり、元北海道テレビ放送のアナウンサー・編成局アシスタントマネージャー。

## 来歴
北海道函館市出身。血液型：A型。身長：163cm。愛称「マミ」「マミちゃん」「マミ部長」。
函館白百合学園高校、南山大学経済学部卒業後、1998年北海道テレビ放送にアナウンサーとして入社。初仕事は『遊々!ゆめランド』。
2003年3月より放送を開始したバラエティ番組『おにぎりあたためますか』にTEAM NACSの大泉洋・戸次重幸らと共に出演したことで知名度が上昇。インプレスTVの配信や、スカイパーフェクTV!（テレ朝チャンネル）の放送開始で全国的に知られるようになり、『めざましテレビ』（フジテレビ）をはじめ他系列局の番組にも出演している。『おにぎりあたためますか』では「マミ部長」と呼ばれている。
2006年3月、ベジタブル&フルーツマイスターの中級のマイスタークラスを取得。
2007年12月には調味料マイスターを目指し、ステップである「調味料ジュニアマイスター」を取得。
2008年1月6日に放送された「パネルクイズ アタック25」に、入社1年目の大野恵とペアを組んで出場した。
2009年5月に、美容のための野菜と果物学である「ベジフルビューティーセルフアドバイザー」を取得した。
2009年8月15日放送の番組「スキップ」と、同年9月4日配信のポッドキャスト内で結婚を発表。
2012年7月31日放送の「おにぎりあたためますか」にて妊娠および、産休に入ることを発表し、11月に長男を出産した。
2013年6月25日より産休、育休を経て復帰
2014年7月の人事異動により、アナウンス部を離れ編成部への異動を発表。編成局編成部アシスタントマネージャーとなる。メインMCを務めていた情報マルシェ!は異動に伴い卒業したが、同じくMCを務めている『おにぎりあたためますか』は、異動後も引き続き出演することになった。
2016年1月19日放送の「おにぎりあたためますか」にて第二子の妊娠を発表。「全国制覇2周目の旅」終了後に産休に入り、同年4月に次男を出産した。
2017年4月9日に職場復帰。2017年9月12日放送の「おにぎりあたためますか」で、約1年4か月ぶりに番組へ復帰した。
2019年7月31日付で退社を発表。今後はフリーアナウンサーとして活動する。それに伴い、編成部へ異動後も出演していた「おにぎりあたためますか」を8月3日の放送をもって卒業した。

## 人物
- 趣味は旅行、映画鑑賞、食べ歩き。料理も大変得意で、ロケ先の切れない包丁を、皿の糸尻でとっさに研いでみせるなどの機転も披露した。
- 好きなものは野菜全般で新しい野菜への関心も高く、肉類全般ジビエも大好き。
- 嫌い（苦手）なものは、まんじゅうなどのアンコものだが、全く食べられないというほどではなく「白松がモナカ」は好き。ポンデギ。食べ物以外ではオバケ屋敷。

## エピソード
- 今までで一番印象に残っている仕事は、オーストラリアで、スカイダイビングしながら番組タイトルを叫んだこと。
- 涙もろいところがある。
- 『おにぎりあたためますか』の企画内でのわんこそばの記録は145杯から2014年11月19日の放送で152杯の“自分超え”を達成[8]。
- わずか2泊3日のロケで3.5kgも太ったことがある。『おにぎりあたためますか』のロケで太った分は、次のロケまでにダイエットしているが、2007年10月頃より体重が落ちにくくなり[9]、減量に苦戦。朝晩必ず体重を量っている。独身時代、「私より食べない人とは結婚できない」と公言していた。
- 早食いは得意でなく、チャレンジ企画はたいてい失敗する。
- 母方の実家は酒屋。 実家では、函館弁で会話している。
- 母の旧姓も佐藤で『非常に濃い佐藤』である。
- 『おにぎりあたためますか』の北広島市の中華店でのロケ中、近所に住んでいる父が昼食のため来店したのに、たまたま出くわした。
- カラオケの十八番は岩崎良美の「タッチ」 。「魅せられて」や「愛が生まれた日」も良く歌う。得意なモノマネはボビー・オロゴン と真矢みきだが似ていないと評される。
- 旅行の際には旅先の情報を詳細にリサーチしてから出かける。
- 大学時代、鶴舞駅近くの「串太郎」で2年間アルバイトをしていた。
- 北海道以外で住みたい街は魚が美味しくて、加賀野菜もある金沢。
- エコにも関心があり、「マイはし」を持ち歩いており、『おにぎりあたためますか』のロケ用には15膳程度持参。「マイはし」を番組グッズとして企画した。
- 『おにぎりあたためますか』のDVD第1弾に付属する予約特典「おにぎりつつんでますかバンダナ」[10]を監修。

## 出演

### 北海道テレビ放送時代
- 遊々!ゆめランド
- ジャワ物語[11]
- 情報ワイド 夕方Don!Don!
- 週刊Nanだ!Canだ!
- あさばんっ!
- 往来!ほっかいどう
- アタック25（ABC）（2008年1月6日放送）-　大野恵アナと出場。
- スキップ
- 探検!秘境駅 〜超maniac travel guide〜（ナレーション）
- イチオシ!（2007年4月～2009年3月）
- 情報マルシェ! - 2012年4月6日～7月27日・2013年10月4日～2014年3月28日（映画コーナー「マルシェdeシネマ」担当、産休中は岸田彩加が担当していた）、2014年4月4日～6月27日（メインMC）。
- ワイド!スクランブル（テレビ朝日）における北海道ローカル・ニュース枠（平日11時42分 - 同45分）
- HTBニュース（平日23時10分 - 同15分のローカル・ニュース）
- おにぎりあたためますか（2003年3月26日 - 2019年8月6日） - MC
- あなたとHTB[12]
- HTB開局40周年記念「〜ありがとう40年〜全部たしたら10時間!ユメミル広場に大集合!!」
- HTBノンフィクション（不定期、ナレーション）
- チャンネルはそのまま! （2019年、編成部員役）

### リーディングドラマ
- DIARY〜失ったガラスの靴を探して…〜（2005年12月23日 - 25日、札幌ロフト 五番舘赤れんがホール、鈴井貴之演出）
- Memory〜はがされた時間〜 （2006年12月15日 - 17日、生活支援型文化施設コンカリーニョ、鈴井貴之演出）

### テレビアニメ
- 魔法遣いに大切なこと 〜夏のソラ〜 - ラジオパーソナリティ役

### ポッドキャスト
- 遥かなる？ではない！四十路への道（HTBポッドキャスト）

### CM
- コープさっぽろ（2022年 - ）